# Фаизов, Файзрахман Валетдинович
 Файзрахман Валетдинович Фаизов  (16 декабря 1921 года — 19 октября 1998 года, Уразбахты, Чишминский район, Башкортостан, Россия) — председатель колхоза имени Салавата Чишминского района БАССР, Герой Социалистического Труда. Участник Великой Отечественной войны.

## Биография
Файзрахман Валетдинович Фаизов родился 16 декабря 1921 года в деревне Уразбахтино БАССР. Образование — неполное среднее. Был старшим в многодетной семье. Работал с 13-летнего возраста.
Трудиться начал в 1937 году учетчиком тракторной бригады Чишминской МТС. В 1937—1938 годах обучался на курсах трактористов и до 1941 г. трудился трактористом в Чишминской МТС. Участвовал в Великой Отечественной войне. Воевал на Западном, Прибалтийском и Белорусском фронтах. Был дважды ранен.
```
После демобилизации из рядов Советской Армии в 1946—1954 гг. — механизатор Чишминской МТС. В 1955 г. был избран председателем колхоза имени Салавата, работал на этой должности до объединения хозяйства с колхозом «Дружба» в 1959 г.
```

Будучи главным механиком, затем бригадиром укрупненного колхоза «Дружба», Ф. В. Фаизов обеспечивал хорошее состояние сельскохозяйственной техники и её высокую производительность. Коллектив механизаторов под его руководством ежегодно ставил комбайны на линейку готовности к 5 июля, в ходе уборочных работ особое внимание обращалось на технический уход, на правила смазки подшипников, валиков, цепей, колес и других частей и деталей машины.
Высокая производительность комбайнов достигалась путём умелого маневрирования скоростями. По хлебостою и рельефу участка механизаторы могли вести комбайны на повышенных скоростях, при этом сохранялась производительность машины и уменьшались потери зерна. В результате применения всех комплексов агротехнических мероприятий и качественной обработки почвы в течение ряда лет бригада получала высокий устойчивый урожай зерновых и технических культур.
За достижение высоких показателей на уборке и обмолоте зерновых культур и семян трав в 1951 г. намолотившему комбайном «Сталинец-6» с убранной площади за 35 рабочих дней 8213 центнеров зерновых культур и 122 центнера семян трав Указом Президиума Верховного Совета СССР от 10 июля 1952 г. Ф. В. Файзову присвоено звание Героя Социалистического Труда.
Был участником Всесоюзной выставки сельского хозяйства, четвёртого съезда потребительской кооперации РСФСР, III Всесоюзного съезда колхозников. Избирался депутатом Верховного Совета БАССР четвертого созыва.
После разукрупнения колхоза «Дружба» с 1967 г. до ухода на пенсию в 1982 г. работал председателем колхоза имени Салавата.
Файзрахман Валетдинович скончался 19 октября 1998 года.

## Награды
- Герой Социалистического Труда (1952)
- Награждён орденами Ленина (1950, 1951), Трудового Красного Знамени (1971), Отечественной войны I степени (1985), медалями